# Chính phủ tự trị Chống cộng Đông Hà Bắc
Chính quyền tự trị Đông Hà Bắc (tiếng Trung: 冀東防共自治政府; bính âm: Jìdōng Fánggòng Zìzhì Zhèngfǔ), hoặc Chính quyền tự trị Đông Hà Bắc chống cộng là thời gian ngắn hâụ - Nhà nước những năm 1930 ở miền bắc Trung Quốc. Nó đã được các nhà sử học mô tả là chính phủ bù nhìn của Nhật Bản hoặc quốc gia đệm.

## Lịch sử
Ngày 25 tháng 10 năm 1935 chế độ bảo hộ của Nhật Bản tuyên bố độc lập của cái gọi là Chính quyền tự trị Đông Hà Bắc ở Trung Quốc, dưới sự lãnh đạo của Doãn Mây Cày. Tuy nhiên, nó đã tồn tại trong một thời gian ngắn kể từ năm 1939, Chính phủ Đông Hà Bắc đã giải thể và hợp nhất thành Chính phủ lâm thời Trung Hoa Dân Quốc có thủ đô ở Bắc Kinh.